# Бирлат
Бирлат (фр. Burlats) насеље је и општина у јужној Француској у региону Миди Пирене, у департману Тарн која припада префектури Кастр.
По подацима из 2011. године у општини је живело 1.924 становника, а густина насељености је износила 58,98 становника/km². Општина се простире на површини од 32,62 km². Налази се на средњој надморској висини од 195 метара (максималној 682 m, а минималној 176 m).

## Демографија
| 1962. | 1968. | 1975. | 1982. | 1990. | 1999. | 2011. |
| ----- | ----- | ----- | ----- | ----- | ----- | ----- |
| 1.119 | 1.141 | 1.176 | 1.313 | 1.670 | 1.829 | 1.924 |

График промене броја становника у току последњих година